# Свети Николай Бандовски
„Свети Николай Бандовски“ (на гръцки: Μονή Αγίου Νικολάου Μπάντοβα), известен и под името „Свети Николай Кофински“ (на гръцки: Μονή Αγίου Νικολάου Κοφινά) е един от запазените до наши дни православни манастири на Метеора, Гърция. Манастирът е недействащ и е затворен за посещения. Днес принадлежи към метеорския манастир „Света Троица“.

## История
Манастирът се намира в местността Кофина, в пещера в скалите, между град Каламбака и село Кастраки, югоизточно от селото. Манастирът е основан около 1400 година Споменава се в така нареченото „Историческо съчинение“ през XVI век. Манастирът се споменава и в Списъка на манастирите на Метеора, съставен през 1650 година и съхраняван днес в манастира „Преображение Господне“ в Кодекс № 372. На рамката на вратата на манастирската църква е запазен надпис от 1876 г., който съобщава, че през същата година храмът е бил ремонтиран с паричната помощ на монаха Игнатий, дошъл тук от манастира „Свети Стефан“.
През 1943 година манастирът е бомбардиран по време на окупацията и почти напълно разрушен. През последното десетилетие е реставриран от гръцките културни институции – възстановени са църквата и монашеските килии.